# Camptopoeum variegatum
Camptopoeum variegatum är en biart som först beskrevs av Morawitz 1876.  Camptopoeum variegatum ingår i släktet Camptopoeum och familjen grävbin. Inga underarter finns listade.